# Adam Chreptowicz
Adam Iwanowicz Chreptowicz herbu Odrowąż (ur. 20 grudnia 1557 w Siennie, zm. 1628) – podkomorzy nowogródzki.
Adam Iwanowicz Chreptowicz był synem Iwana i Magdaleny Skuminówny. Nie piastował wysokich godności i urzędów. Na większości dokumentów podpisywał się jako podkomorzy nowogródzki, którym był już w 1590 roku. Urząd ten był zatem wysokim urzędem, ale w kategoriach powiatu. Dawał natomiast wgląd w interesy gospodarcze prowadzone w jego granicach. Z niewiadomych przyczyn zrezygnował z tego urzędu w 1600 roku. Zaszczytną funkcję otrzymał Chreptowicz w 1620 r., kiedy występował jako marszałek trybunalski. Mając poważanie i ciesząc się wzorową opinią, często posłował na sejmy.
Poseł na sejm zwyczajny 1597 roku z województwa nowogródzkiego.

## Dobra
W wyniku działu z bratem Iwanem w 1583 r., Adam Chreptowicz stał się posiadaczem Sienna i Kupiska. Wkrótce jednak po śmierci brata, otrzymał należące do niego dobra: część Szczors, Lipsk i Puszczę Krasnybór. Kolejne dobra wniosła mu w 1584 r. druga żona. Były to: Wiszniew z folwarkami, Dzitwa, Wołyma, Kimele, Ponary a dwadzieścia i pól osm tysiąca złotych polskich (27 500 zł). W związku z tym, po 1585 r. Adam Chreptowicz rozpoczął na dużą skalę inwestycje gospodarcze w całym swoim dziedzictwie.
Działalność rozpoczął poprzez akcję kolonizacyjną na terenie majątku lipskiego i puszczy krasnoborskiej, która polegała na karczowaniu lasu, pomierze włócznej oraz osadzaniu nowych wsi i miasteczek. W 1593 r. Adam Chreptowicz i jego żona wydali przywilej mieszczanom lipskim. Przywilej doprowadził do tego, że Chreptowiczowie rozmierzyli miasto w imieniu naszym Lipsku na uroczysku w Żabiciach. Wszyscy, którzy chcieli zamieszkać w nowym mieście, otrzymywali 12 lat wolnizny, wolność handlu i wyszynku. Do miasta Chreptowiczowie przydali grunty i sianożęcie na Wołkuszy i Biebrzy, staw z gotową groblą u Lipowego Mostu, na którym mieszczanie mieli wybudować młyny na swój pożytek, oraz wygon od tego miasta obapoł pod sioło Suchosile, aż do granice naszej oraz na rzece Niedźwiedzicy. Miasto otrzymało również tygodniowy jarmark na niedzielę św. Trójcy oraz targi w każdą sobotę. Właściciele pozwolili wybudować kościół katolicki, na który przeznaczali plac śród rynku.
Dziedzic przystąpił też do karczunku i kolonizacji Puszczy Krasnybór. Działalność ta spotkała się ze sprzeciwem Piotra Wiesiołowskiego, leśniczego perstuńskiego. Jeszcze w 1590 r. król Zygmunt III Waza specjalnym przywilejem potwierdził Chreptowiczowi posiadanie puszczy wraz z ograniczeniem. Jednak Piotr Wiesiołowski oskarżył Adama Chreptowicza o przekroczenie nadania. Król powołał specjalną komisję, która w 1599 r., szczegółowo badała granice. Komisarze sporządzili obszerny akt opisujący w sposób bardzo szczegółowy nadaną Chreptowiczom puszczę. Komisarze uznali wszystkie przywileje i prawa Adama Chreptowicza do Krasnegoboru za słuszne, co potwierdzili podpisami i pieczęciami.
Sprowadzając do majątku nowych osadników, Adam Chreptowicz dokonał na tym terenie fundacji sakralnych i zorganizował strukturę kościelną. Prawdopodobnie że pierwszą placówką obsługującą osadników, przybywających zapewne z innych dóbr Chreptowiczów, była parafia obrządku wschodniego, podlegająca władzy duchownej metropolitalnej. Nie do końca pewna jest data jej utworzenia. W akcie z 27 sierpnia 1598 r., uposażającym plebana krasnoborskiego w grunta wsi Osinki czytamy: która wioska acz ma w sobie włók 10 wymierzonych, jednak 2 włóki na popa greckiego nabożeństwa, w tejże wiosce mieszkającego są oddzielone. Jak wynika z powyższego, parafię grecką w Krasnymborze utworzono wcześniej niż katolicką, a więc przed 27 sierpnia 1598 r. Najczęściej przyjmowaną datą jej powstania jest 1513 r. Data ta jest jednak mało przekonująca, ze względu na późniejszą kolonizację tego obszaru, który prawdopodobnie do czasów Adama Chreptowicza porastała gęsta puszcza.
Drugą strukturą kościelną, która zawdzięczała swe powstanie działalności kolonizacyjnej Adama była parafia katolicka. Adam Chreptowicz wraz z żoną Anną, fundując 27 sierpnia 1598 r. parafię katolicką, w wystawionym przywileju szczegółowo opisał jej uposażenie. Fundusz ustanawiał trzy jarmarki: na dzień Zwiastowania Panny Marii (25 marca), na dzień Nawrócenia Świętego Pawła (25 stycznia), i w dniu Świętego Bartłomieja (24 sierpnia), których trzech jarmarków wszystkie pożytki i dochody temu pomienionemu kościołowi i plebanowi jego wiecznie oddajemy. Dokument ten opisując pierwsze wsie powstałe na nowo kolonizowanym obszarze, podawał liczbę włók każdego sioła, co świadczyło o przeprowadzonej już w tym czasie pomiarze.
Oprócz parafii prawosławnej, obsługiwanej przez uposażonego w 2 włóki popa oraz parafii katolickiej, którą administrował pleban krasnoborski, Adam Chreptowicz wybudował na przełomie XVI i XVII wieku (dokładna data nie jest znana) cerkiew i klasztor, gdzie osadził mnichów obrządku wschodniego. Nie wiadomo jednak, kiedy przybyli tu mnisi, i czy byli to jeszcze prawosławni (przed 1596 r.), czy już unici. Więcej danych wskazuje na unitów. W 1627 r. Adam Chreptowicz dał zamianę funduszu bazylianom krasnoborskim, ponieważ w wyniku morowego powietrza, które nawiedziło dobra krasnoborskie wszyscy poddani monasterscy wymarli. W związku z tym Adam nadał nową fundację w Nowogródku, dokąd wyszli zakonnicy. Lecz aby cerkiew krasnoborska nie pozostawała bez uposażenia, ufundował przy niej 3 włóki ziemi. Oddzielnie ufundował w miasteczku Osinkach (Sztabin) cerkiew, przy której nadał dom na mieszkanie parochowi. W tym samym roku z powodu zarazy nastąpiła zamiana uposażenia plebana katolickiego. W Spisie dokumentów kościoła krasnoborskiego pod datą 5 lutego 1627 r. czytamy: Fundusz albo zamiana wsi Krzywej na wieś Lebiedziony, w której włók osiadłych 8, z poddanymi 24, oraz za korcowszczyznę, nadaje w końcu tej wsi folwark (...) In autentico na pergaminie z podpisem tegoż Adama Chreptowicza, Albrychta Chreptowicza i Michała Chreptowicza z 3 wiszącymi pieczęciami na sznurach jedwabnych.
Adam Chreptowicz próbował też zająć i skolonizować puszczę nad Serwami, o co prowadził spór z Piotrem Wiesiołowskim leśniczym grodzieńskim. Sprawa zakończyła się dekretem królewskim z 1608 r., który przyznawał mu tylko wchody. Gospodarzył on także w dobrach nowogródzkich i posagowych oszmiańskich. Z 1585 r. pochodził List jmp. Ostafieja Wołłowicza kanclerza WKL, starosty brzeskiego i kobryńskiego, zamiany gruntów przyległych ze mną Adamem Chreptowiczem i małżonką moją, zeznany przed sądem ziemskim oszmiańskim. W 1599 r. Adam Chreptowicz zapłacił za towary przewożone na wicinach do Królewca (za 9 beczek mąki). Natomiast z 1604 r. datowany był List jmp. Pawła Sapiehy koniuszego WKL i pani małżonki jejmp. Elżbiety Wesselinowny, zamian i zagraniczenie kopcami puszczy wiszniewskiej ze mną Adamem Chreptowiczem, z puszczą holszańską i bohdanowską. Porządkował też Adam sprawy graniczne Wiszniewa z dobrami radziwiłłowskimi. Jeden z listów pisany do Krzysztofa Radziwiłła zw. Piorunem, pochodził z 1595 r. i dotyczył spraw granicznych między dobrami chreptowiczowskimi a radziwiłłowskimi. Traktował on o sporach granicznych dotyczących puszcz: wiszniewskiej, wołożyńskiej i baksztańskiej. Odbywały się różnorodne komisje graniczne, na których Chreptowicz przedstawiał służące mu nadania, o czym listownie informował Radziwiłła oraz opisywał granice swoich włości. W dwa lata później, żalił się Radziwiłłowi, że jego urzędnicy nie respektują umów i komisji, wchodzą na teren chreptowiczowski, a nawet, że poddani radziwiłłowscy zabili jego bojarzyna. Prosił więc Radziwiłła o ukaranie urzędników i uspokojenie sytuacji. Są też listy z lat 1605–1606, pisane przez Krzysztofa Radziwiłła do Prokulbickiego, w sprawie zamiany gruntów sakowskich i wołożyńskich z gruntami wiszniewskimi oraz w sprawie rozgraniczenia i usypania kopców granicznych między puszczami wołożyńską i wiszniewską. Dzierżawił też Chreptowicz i administrował różnymi majątkami radziwiłłowskimi.
Adam Chreptowicz przejął po swoich przodkach zaszczyt opieki nad klasztorem ławryszewskim. W 1587 r. zamienił swe grunta we wsi Kopisku z klasztorem, który również posiadał ziemię w tejże wsi. Legował też sianożęcie temu zgromadzeniu. Z dnia 7 marca 1613 r. pochodził dokument, który został opisany przez zakonnego archiwistę jako: podanie dworzańskie klasztoru ławryszewskiego jw. Józefowi Welaminowi Rutskiemu metropolicie, przez Adama Chreptowicza. W 1615 r. Adam Chreptowicz dokonał zamiany gruntów między Szczorsami a Ławryszewem. Adam Chreptowicz był też podawcą rodowej cerkwi szczorsowskiej pod wezwaniem św. Dymitra. Jako ktitor tej cerkwi sądził się ze swoim krewnym Bogdanem Chreptowiczem, referendarzem litewskim. Spór między Chreptowiczami dotyczył uposażenia cerkiewnego w grunta i srebro, które Bogdan Chreptowicz chciał znacznie zmniejszyć. Adam wytoczył mu w tej sprawie proces, który za pozwoleniem przyjaciół, wśród których był m.in. Teodor Skumin Tyszkiewicz wojewoda nowogródzki, zakończył się zobowiązaniem Bogdana, wydanym w 1598 r., że wyrzeka się wszelkich prób uszczuplenia funduszu cerkiewnego.
W 1627 r. Adam Chreptowicz ufundował w dobrach nowogródzkich trzy nowe cerkwie. Dokument fundacyjny jest świadectwem wielkiej troski Adama o kościół obrządku wschodniego. W niej było napisane, że w rodzinie Chreptowiczów tym czasie nie było ani jednego wyznawcy wiary greckiej. Nie wiadomo, czy Adam miał na myśli również siebie. Jego troska o kościół obrządku wschodniego, fundusze i szczególna opieka, jaką otaczał cerkwie unickie w swoich dobrach oraz bazylianów najpierw krasnoborskich, a potem nowogródzkich, a także korespondencja w sprawach dotyczących Kościoła unickiego (7 czerwca 1626 r. pochodził list Smotryckiego do Adama Chreptowicza, z którego może wynikać, że był on unitą) wynikają, że Adam Chreptowicz był członkiem tego obrządku. Prawdopodobnie nigdy nie przejął się on prądami reformacyjnymi, ponieważ byłoby to wbrew ogólnej tendencji, gdyby po przejściu na jedno z wyznań reformowanych powrócił do Kościoła unickiego zamiast, tak jak to było regułą, przejść na katolicyzm.
Adam Chreptowicz umarł w, lub po 1628 r. Ciało jego złożone zostało w fundowanej przez niego cerkwi bazylianów. Ostatni zapis źródłowy dotyczący jego osoby to list (zobowiązanie) z tego roku Piotra Danielewicza Wojniłłowicza dany Adamowi Chreptowiczowi na dostarczenie zapisu wieczysto-przedażnego z 1528 r., części Wojniłłowiczów w majętności Niańkowie. W 1630 r. jako właściciel Lipska (Hołynki) występował już jego syn Jerzy Chreptowicz. Gdzie został Adam Chreptowicz pochowany – trudno powiedzieć. Jak twierdziła Anna Czapska, ciało Adama złożone było w krypcie kościoła krasnoborskiego. Natomiast Józef Żmigrodzki pisał, że jego ciało spoczęło w katedrze bazylianów w Nowogródku.

## Koligacje
Pierwszą żoną Adama była Elżbieta Słuszczanka, z którą nie doczekał się potomstwa. Drugi raz ożenił się w 1584 r.: Na mięsopusty w Wilnie pojąłem małżonkę swoją panią Annę Komajewską w stan święty małżeński daj Boże szczęśliwie, którą mi wydawał jmp. wojewoda trocki Jan Hlebowicz, wuj jej z panem Stanisławem Naruszewiczem. Anna była córką Jana Jurewicza Stankowicza Komajewskiego marszałka królewskiego, starosty ożskiego, przełomskiego i w 1555 kowieńskiego. Matką Anny była zaś Krystyna Hlebowiczówna, córka Jana, wojewody wileńskiego, kanclerza wielkiego litewskiego. Poprzez to małżeństwo Adam skoligacił się z przedstawicielami możnych wówczas rodów, chociaż awans Komajewskich był krótkotrwały i w osobie ojca Anny rodzina ta osiągnęła szczyt swego powodzenia. Bardziej korzystne były natomiast relacjerodzinne z Hlebowiczami, rodem o ugruntowanej od dawna pozycji. Oprócz koneksji, niezwykle istotnym z punktu widzenia kariery Adama i jego syna, był posag, który wniosła Adamowi jego druga żona. Odtąd kompleks dóbr oszmiańskich z Wiszniewem w pierwszym rzędzie, był jedną z podstawowych i najważniejszych majętności Chreptowiczów. Posag ten w znaczny sposób wzmocnił status materialny rodziny.
Należy też pamiętać o koligacjach z Tyszkiewiczami, rodem, z którego pochodziła matka Adama, a który rozpoczął wybitną karierę od czasów Wasyla Tyszkiewicza, wojewody podlaskiego, smoleńskiego, marszałka hospodarskiego. W czasach Adama żył Teodor Skumin Tyszkiewicz, wojewoda nowogródzki, z którym Adam utrzymywał zażyłe stosunki, jak świadczyły niektóre zapiski. Adam Chreptowicz nie posiadał chyba żadnych królewszczyzn, ponieważ nie zachowały się dokumenty, które by to potwierdzały.
Z żoną Anną Adam miał czterech synów: Jerzego, Aleksandra, Eustachego i Jana; córek trzy: z tych Elżbieta urodziła się w Siennie w 1585 r., a w roku 1603 wyszła za mąż za Filona Kopcia marszałka lidzkiego, a więc za przedstawiciela bardzo zamożnego, pańskiego rodu, który posiadał duże i wzorowo zagospodarowane dobra m.in. w powiecie brzeskim. O randze Kopciów świadczył fakt, że brat wspomnianego Filona – Łukasz ożenił się w 1610 z Firlejówną wojewodzianką krakowską. Krystyna umarła w 1589 r., a Anna – w 1597 r. Możliwe, że miał jeszcze jedną nieznaną z imienia córkę, jak wynika z zapisu, w którym stwierdzał, że jego wnuczka Krystyna Czechowska, wyszła za mąż za Prokopa Bielawskiego starościca grodzieńskiego.